# Kasteel de Schrynmakers

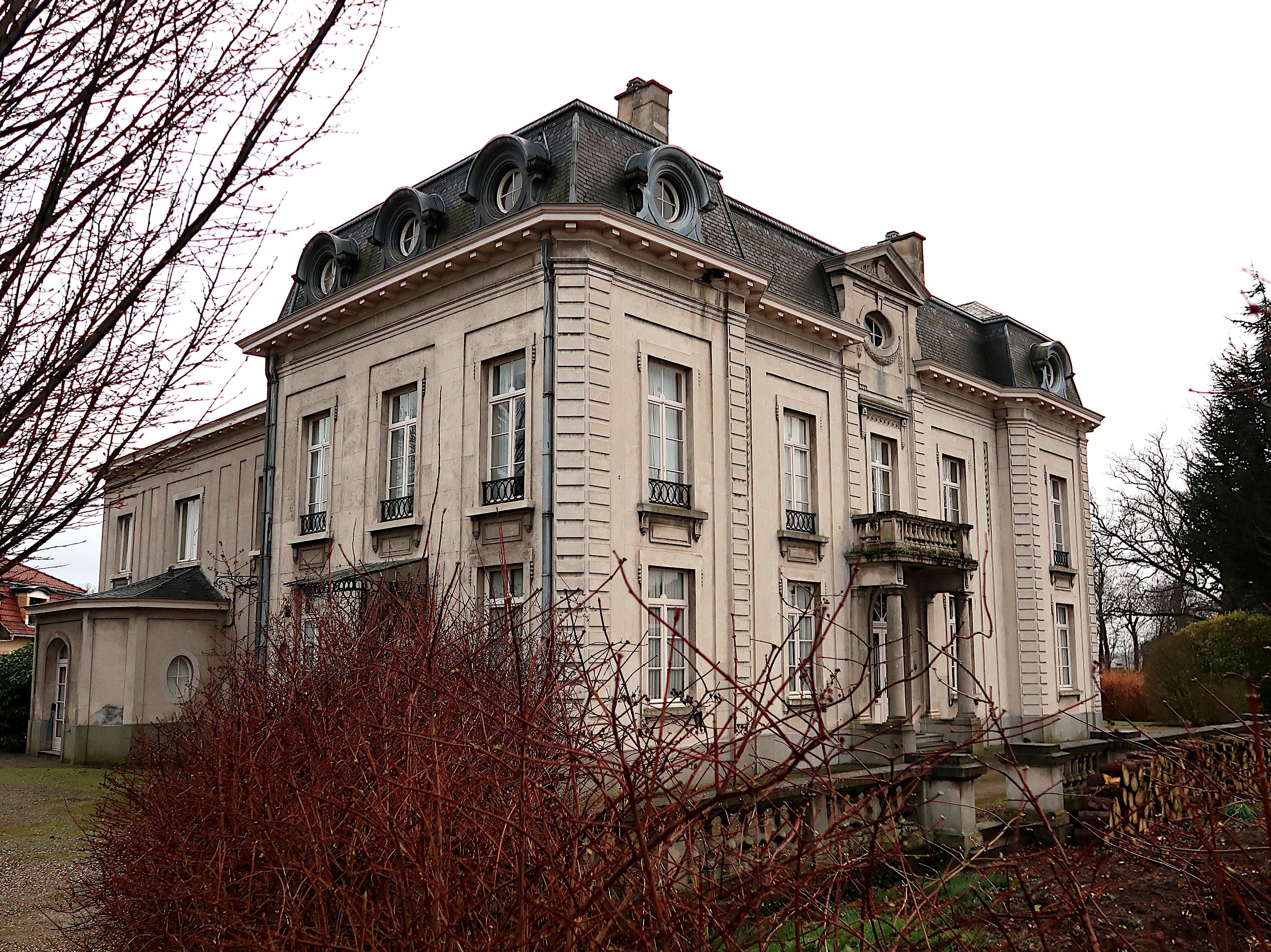
Kasteel de Schrynmakers

Het Kasteel de Schrynmakers is een kasteel in de tot de Vlaams-Brabantse gemeente Zoutleeuw behorende plaats Dormaal, gelegen aan de Grote Steenweg 36 en 36A.

## Geschiedenis
In 1854 werd een gebouw opgericht in opdracht van Gustave Blyckaert die makelaar in koopwaren was. In 1870 liet hij het vergroten en werd ook een dienstgebouw opgericht. Later kwam het goed aan de familie De Schrynmakers.
Julien de Schrynmakers, die advocaat was, liet omstreeks 1900 een park aanleggen. Diens zoon, Gustave de Schrynmakers, liet in 1936 de gebouwen vergroten waardoor het huidige aanzicht van kasteel en dienstgebouw ontstond.

## Gebouw
Het kasteel is een symmetrisch gebouw onder mansardedak. Hierin bevinden zich oeil de boeufs.